# Miikka Lommi
Miikka Lommi (auch: Mr. Rag, Ragfold Brown) (* 5. April 1983 in Helsinki) ist ein finnischer Filmproduzent.
Lommi kreierte unter anderem das Musikvideo Freestyler für Bomfunk MC’s und Mysteria für The Rasmus.

## Leben
Miikka Lommi ist in Helsinki geboren und aufgewachsen. Seine Karriere begann 1999, als er bei dem Musikvideo Freestyler von Bomfunk MC Regie führte, das damals die meistverkaufte Single aller Zeiten in Europa war.
Seitdem hat Miikka bei Hunderten von Musikvideos und Werbespots Regie geführt und mehrere Nominierungen für die Cannes-Löwen und MTV Europe-Videopreise gesammelt. Seine Videokunstinstallationen wurden in Museen auf der ganzen Welt ausgestellt.